# Велики Семиклуш
Велики Семиклуш (рум. Sânnicolau Mare, мађ. Nagyszentmiklós) град је и локална самоуправа, која припада округу Тимиш у Румунији. Насеље је значајно по присутној српској националној мањини у Румунији.

## Географија
Град Велики Семиклуш се налази у источном, румунском Банату, на 20 km удаљености од Србије и од граничног прелаза код Накова (30 km од Кикинде). Кроз град води магистрални пут Сегедин—Темишвар.
Град је смештен у равничарском делу Баната, а најближа река је Мориш, 10-ак километара северно од града.

## Историја
По "Румунској енциклопедији" место је било град и имало тврђаву 1217. године. Добило је "Краљевске привилегије" још 1247. године. Носи име Св. Николе заштитника града. Православна парохија ту постоји 1333. године. Место се помиње у католичкој администрацији 1357. године. Године 1421. постало је власништво чанадског бискупа.
Када је ослобођен Банат од Турака 1717. године ту је била Чанадска резиденција. Од 1745. године креће колонизација Немаца, што ће условити да град постане важно и богато место.
Велики Семиклуш је 1764. године православна парохија у Чанадском протопрезвирату. Царски ревизор Ерлер је 1774. године констатовао за "Велики Свети Миклош", да припада Моришком округу, Чанадског дистрикта. У месту је римокатоличка црква и управни уред, док је становништво измешано, са Немцима су Срби и Власи. Српска православна парохија је основана 1733. године, а црква подигнута 1787. године. Када је 1797. године пописан православни клир ту су била петорица свештеника. Пароси, протопрезвитер поп Стефан Миладиновић (рукоп. 1758), поп Николај Николић (1791) и поп Димитрије Бранковић (1786) служили су се српским и румунским језиком. Млађе колеге знале су више језика, па тако поп Дионизије Поповић (1788) поред српског и румунског зна и грчки језик, а поп Петар Молнар служи се поред српског и румунског још и са мађарским језиком.
У месту је живео Јован племенити Нако, спахија Семиклушки са породицом (1863). Племић Јован је оставио Матици Српској на руковођење свој књижевни Фонд, из којег се сваке године исплаћивало 500 ф. за награђен роман или драму. Мада је био по свему Србин, и чинио за српство, сахрањен је 1889. године у месној румунској православној цркви, уз велике почасти.
Претплатили су се на једну српску књигу 1809. године у Сент Миклошу, следећи грађани, трговци: Максим Јанковић, Атанасиј Марковић, Гаврил Георгијевић и Стефан Ничевић. Године 1824. из списка пренумераната једне српске књиге, види се ко чини српску елиту тог места. Наводе се следећи просвећени људи: Александар Ничевић биров, Стефан Георгијевић нотаријус (бележник), поп Кирил Моцика от Кир-Љасо парох, Јован Павловић протопрезвитерски капелан и скупљач претплате, Димитриј Молнар ђакон, Константин от Дука члан судске столице Торонталског комитета, Александар Трифунац от Батфе фишкал (адвокат) Семиклушког Спахилука, Јован Стефановић арендатор, Стефан Терзин лебцелдер, и трговци Стефан Ничевић и Ефтимије Јанковић. Књигу о лечењу болести набавило је 1830. године двоје читалаца из места. Били су то трговац Трандафил Стојковић и госпођа Султана Павијановић.
Српски Велики Семиклуш је 1869. године велико насеље са око 12.000 становника, од којих је пола Срба и Румуна, а друга половина Немци и Мађари. Ту постоји једна Пољопривредна школа са газдинством за углед.
Године 1869. СНП из Новог Сада изводило је представу "Војнички бегунац" од мађарског писца Ј. Сиглигетија. Дело је превео на српски језик, то ће рећи "посрбио" Рада племенити Стратимировић. Комад се изводи у три чина, а први чин са радњом се одвија у српском месту Велики Семиклуш. Један од ликова је Неситовић, бележник Семиклушки. Године 1880. у Семиклошу живи највише Немаца, па Румуна док је Срба 11,39%. Између Срба и Румуна православаца дуго је трајао сукоб и неспоразуми. Православни Успенски храм је био заједнички за Србе и Румуне, а ови последњи су напустили заједницу 1893. године и изградили себи нову румунску цркву 1900. године. Румуни су покренули парницу и тражили од износа укупно процењеног имања - 60.000 ф. да им припадне 7/10. То је значило да они добију цркву, а Србе да обештете. У међувремену су храм користили и Срби и Румуни по одређеном распореду, али постајало је све неподношљивије. Тако су Румуни о Св. Стефану 1895. године направили велики инцидент у цркви: избацили су српског пароха Петра Агриму из олтара, спречивши га да одслужи јутрење. Виновници тог светогрђа су били од стране власти кажњени затвором. Али неспоразуми су се наставили; дешавале су се отимања при богослужењима стихара и јектенија. Суд је досудио 1898. године да тамошњи Срби плате накнаду Румунима, у износу од 15.415 ф. 61,5 новчића. Био је то морални и материјални добитак "јер су Срби сразмерно за јефтине новце задобили своју прадедовску цркву". Морални значај се огледао у томе, јер да су Срби изгубили цркву "они би клонули духом, и морали би се повући у какав закутак..." Изгубивши прадедовску цркву, изгубили би и народност своју, јер се видела претећа "романска најезда".
Године 1905. Српски Велики Сентмиклуш је велика општина, у истоименом срезу. Ту живи у то време 10.720 становника у 1856 домова. Највише је Румуна, па Немаца, Мађара. Срби су на четвртом месту, са 1.322 православне душе (или 12%) и 228 кућа. Од српских јавних здања помињу се православна црква и две народне школе. Функционишу ПТТ инсталације и жељезничка станица.
Деловало је у место 1905. године "Српско Велико Семиклушко црквено певачко друштво у Српском Великом Семиклушу". Сабрало се ту 26 редовних чланова, окупљени око друштвеног патрона Св. Саве. У каси чуван је резервни друштвени фонд од 100 к. а руководство певачко чинили су: председник др Владимир Стојшић адвокат и хоровођа Мита Јанковић.

## Становништво
По последњем попису из 2002. године град Велики Семиклуш имао је 12.914 становника. Последњих деценија број становника је растао.
Град је од давнина био вишенародни, а месни Срби су одувек били мањина. Данас је њихов број осетно мањи него пре неколико деценија, а слична судбина задесила је и немачку и мађарску заједницу у насељу. Национални састав на појединим пописима био је следећи:
| Попис         | Попис        | Етнички састав | Етнички састав | Етнички састав | Етнички састав | Етнички састав | Етнички састав | Етнички састав            |
| Година пописа | Становништво | Румуни         | Немци          | Мађари         | Роми           | Срби           | Словаци        | остали                    |
| ------------- | ------------ | -------------- | -------------- | -------------- | -------------- | -------------- | -------------- | ------------------------- |
| 1880.         | 10.836       | 3.528          | 4.678          | 1.219          | -              | 1.285          | 37             | 119                       |
| 1900.         | 12.639       | 4.179          | 5.197          | 1.928          | -              | 1.238          | 28             | 69                        |
| 1930.         | 10.676       | 4.266          | 3.759          | 1.236          | 191            | 800            | 14             | 410 (362 Јевреји)         |
| 1977.         | 12.811       | 7.970          | 2.434          | 1.395          | 132            | 607            | 14             | 259 (204 Банатски Бугари) |
| 1992.         | 13.083       | 9.609          | 770            | 1.389          | 256            | 599            | 13             | 447 (407 Банатски Бугари) |
| 2002.         | 12.914       | 9.917          | 411            | 1.209          | 364            | 463            | 16             | 534 (468 Банатски Бугари) |

Према попису становништва из 2011. године у општини је живело 12.312 становника. Већинско становништво су били Румуни којих је било 73,7%, затим следе Мађари са 7,2%, Роми са 3,1%, Банатски Бугари са 2,9%, Срби са 2,9% и Немци са 2,1% становништва.
| Етнички састав према попису из 2011. године‍ | Етнички састав према попису из 2011. године‍ | Етнички састав према попису из 2011. године‍ | Етнички састав према попису из 2011. године‍ | Етнички састав према попису из 2011. године‍ |
| ------------------------------------------- | ------------------------------------------- | ------------------------------------------- | ------------------------------------------- | ------------------------------------------- |
|                                             |                                             |                                             |                                             |                                             |
| Румуни                                      | Румуни                                      |                                             | 9.074                                       | 73,7%                                       |
| Мађари                                      | Мађари                                      |                                             | 890                                         | 7,2%                                        |
| Роми                                        | Роми                                        |                                             | 386                                         | 3,1%                                        |
| Бугари (Банатски Бугари)                    | Бугари (Банатски Бугари)                    |                                             | 367                                         | 2,9%                                        |
| Срби                                        | Срби                                        |                                             | 367                                         | 2,9%                                        |
| Немци                                       | Немци                                       |                                             | 259                                         | 2,1%                                        |
| непознато                                   | непознато                                   |                                             | 918                                         | 7,5%                                        |

## Религија
Антиминс једне месне цркве освећен је 1718. године. Храм је детаљно описан током визитације 1758. године. Грађевина од цигле, покривена као и торањ са шиндром. Темпло од дасака, са педесетак икона, а у паперти још 14 икона. Била је посвећена празнику Успења Пресвете Богородице, а служило чак шест свештеника. Била је то једна од највећих православних храмова у Банату тог времена. Нова црква је грађена између 1783—1787. године, прилозима мештана и помоћу племићке породице Нако. Уз јужни бочни зид цркве дозидана је капела, у којој су чланови племићке породице Нако стојали за време богослужења. Нови иконостас је дело руку иконописца Арсенија Теодоровића из 1809. године. Никола Алексић је 1838. године делимично очистио иконостас и насликао зидне слике. Тај живопис је неколико пута премазиван, као 1956. године од стране Велизара Павловића, а 1998. године је потпуно прекречен. 
У порту је пренета мермерна пирамида са крстом, коју је на Главном тргу подигао 1853. године Ћурчијски еснаф. 
По подацима из државног шематизма православног клира из 1846. године у Великом Сент Миклошу живи 5.656 православних становника. Парохијско звање је основано 1733. године (или 1747), а матице крштених се воде од 1756. године (или 1752), док оне венчаних и умрлих од 1779. године (или 1747). Свештенство православно чине: протопрезвитер Арсеније Предраговић, и пароси - Ћирил Моцика, Димитрије Молнар, Артемије Перишић, и Георгије Моцика. Капелани су Павел Станковић и Емануел Тошић, а ђакон Захарије Јокић. Парохијска филијала је Трибсветер.
Црквена скупштина је редовна под председништвом Александра Аспрића. Парохија је четврте платежне класе, нема парохијски дом, парохијска сесија износи 42 кј. земље. Црквено-општински посед је од 137 кј. земље. Има српско православно гробље са најстаријим спомеником из 1748. године. 
Поп Петар Агрима родом из Миниша, је био парох 1906. године у парохији, а ту је већ 14 година.

## Образовање
У месту су 1846. године два учитеља, који воде 163 ђака. Српски учитељ је Емануил Јовановић, а румунски - Георге Никулеску. За Школски фонд писао је Велики Семиклуш да ће дати 25 ф. новчића годишње, међутим није тако и рађено, па је од 1846. године (до 1865) имао је дуг од 455 ф. 70 новчића. Срби у месту су основали крајем 19. века, "Светосавски фонд" у који су унели купљену сесију земље и подвели га под имовину школе. Од прихода од закупнине те оранице, требало је да се издржавају учитељи (једна годишња учитељска плата). Била је то заслуга председника црквене општине Љубка Коњића, потпредседника Тодора Аспрића и тутора Милана Ђорђевића. Године 1905. у месту је српска народна школа са два здања, одвојено иду мушка и женска деца. Учитељско тело чине: учитељ Стеван Нађвински родом из Сомбора, ту служи свих 25 година; учитељица Јелена Теодоровић родом из Варјаша, служи свих 13 година у месту. Основну школу - редовну наставу је тада похађало 117 ђака, а у недељну школу ишло је четири старијег узраста. Чак 24 српске деце похађа "стране" школе у месту. Парох је школски управитељ, Ђура Николић је председник Школског одбора а Илија Стојић старатељ.

## Партнерски градови
- Казинцбарцика
- Бургкирхен ан дер Алц
- Мако